# Каитбеков, Расул-бек
Расул-бек Каитбеков (кум. Расул Кьаитбек; 1880, Параул, Дагестанская область — 1921, Параул, Дагестанская АССР) — дагестанский военный и политический деятель, боевой офицер-полковник, начальник штаба Дагестанской армии с 1918 года, контрреволюционер. Начальник штаба армии Горской Республики.

## Биография

### В царской России
По национальности кумык. В 1901 году после окончания полного курса реального отделения Ставропольской гимназии поступил в Александровское военное училище в городе Москве, окончил по первому разряду с отличием.
В Русско-японскую войну с 1904 по 1905 годы принимал участие в боях в Маньчжурии, получил несколько ранений. С началом первой мировой войны в составе командира роты полка на Кавказском фронте. Участвовал во всех крупных военных операциях против турецких войск в 1914—1917 годы. 25 июня 1916 года при взятии высоты 2650 в долине реки Тузлы-Дараси, командуя 3-м батальонам повёл наступление на сильно укреплённую позицию турок. После взятия высоты удерживал два дня от яростных атак превосходящего в силах противника. 27 июня перейдя со своими ротами в наступление примером личного самоотвержения выбил турок штыками из окопов.

### С начала революции
В 1918 году возглавил вместе с полковником, князем Нух-беком Тарковским «борьбу с анархией и большевизмом». Назначен помощником Военного министра (Нух-бека) и начальником штаба армии Горской Республики.
В период оккупации деникинцами Дагестана, был произведён в полковники, командовал кавалерийским полком, назначен комендантом в городе Темир-Хан-шуре. Возглавлял деникинскую администрацию в Дагестане. Каитбеков являлся последовательным сторонником единства всех антибольшевистских сил в Дагестане и временного объединения Дагестана с независимым Азербайджаном.
После ухода Добровольческой армии с Кавказа, он скрывался в горах, был пойман большевиками и расстрелян в 1921 году. Перед расстрелом солдатам заявил: "Все мое тело в бесчисленных ранах. Единственное цельное место - сердце, цельтесь в него". Его прах покоится на кладбище селения Параул.

## Военная карьера
- в 1901 году в службу вступил юнкером рядового звания.
- в 1902 году произведён в унтер-офицеры.
- в 1903 году старший портупей-юнкер (командир взвода).
- в 1903 году подпоручик (со старшинством в чине).
- в 1904 году назначен адъютантом 2-го батальона полка.
- в 1906 году произведён в поручики.
- в 1915 году произведён в капитаны.
- в 1916 году произведён в подполковники.
- в 1919 году произведён в полковники

## Награды
- Орден Святой Анны-IV ст. с надписью «За храбрость» в 1905 году.
- Орден Святой Анны-III ст. с надписью «За отличия в делах с японцами с 17 по 23 февраля» в 1905 году.
- Орден Святой Анны-II ст. с надписью «За отличие в делах против неприятеля» в 1915 году.
- Орден Святого Владимира-IV ст. с мячами и бантом в 1915 году.
- Награждён «Георгиевским оружием» в 1916 году.

## Семья
Был женат на дочери штабс-капитана девице Изумруд Булач, родной сестре Тату Булач. Имел сына Ильяс-бека 1912 года рождения.

## Примечание
1. ↑  К.Алиев. Кумыки в военной истории России. Изд. «Дельта-Пресс». Махачкала. 2010. С. 74-79.
2. ↑  О вступлении турецких войск на территорию Дагестана. Дата обращения: 2 февраля 2022. Архивировано 2 февраля 2022 года.
3. ↑  Кузнецов Б.М. "1918 год в Дагестане". Дата обращения: 15 декабря 2012. Архивировано 20 декабря 2012 года.
4. ↑  Кумыкский мир | Параул и параульцы. Дата обращения: 15 декабря 2012. Архивировано 4 марта 2016 года.
5. ↑  Из донесения начальника штаба командующего войсками Терско-Дагестанского края Е. В. Масловского А. М. Драгомирову об изменении положения в Терско-Дагестанском крае и Чечне в период с 1 по 15 мая 1919 г. Архивная копия от 17 июня 2020 на Wayback Machine. ГА РФ. Ф. Г-445, оп. 2, д. 31, л. 328—330 об., 334 об.
6. ↑  К. Алиев. Забытые герои забытых войн России Архивная копия от 26 июля 2012 на Wayback Machine / «Времена» 04.08.2009
7. ↑  Сведения основаны на данных ГАРФ, РГВИА.

.